# Иньшаков, Александр Николаевич
Алекса́ндр Никола́евич Иньшако́в — российский искусствовед, историк искусства. Исследователь русского авангарда, специалист по Михаилу Ларионову.

## Биография
Ведущий научный сотрудник отдела русского искусства XX века Научно-исследовательского института теории и истории изобразительных искусств Российской академии художеств.
Защитил диссертацию на соискание учёной степени кандидата искусствоведения на тему «Лучизм в русской живописи начала XX века».

## Участие в творческих и общественных организациях
- Член Ассоциации искусствоведов (АИС)[3]